# قلعه سوئه‌موری

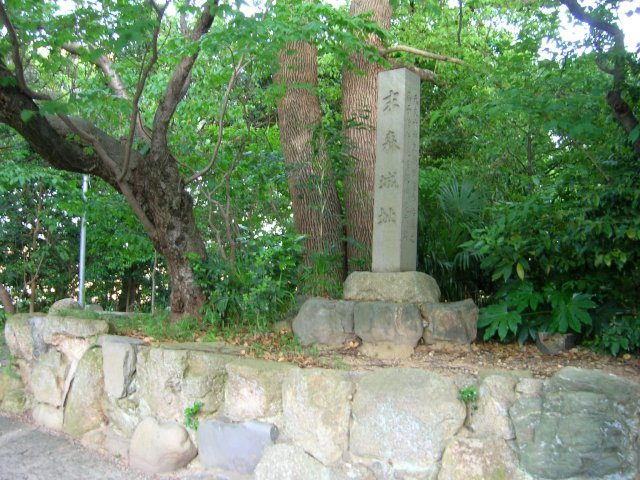
سنگ یادبود قلعه سوئه‌موری در محلی که قلعه واقع شده بود.

قلعه سوئه‌موری (به ژاپنی: 末森城 Suemori-jō) یک قلعه ژاپنی بود که در ناگویا واقع شده بود. این قلعه در سال ۱۵۴۸ توسط اودا نوبوهیده ساخته شد و سال بعد از آن پسرش اودا نوبویوکی برادر کوچکتر اودا نوبوناگا در این قلعه ساکن و صاحب قلعه شد.